# Павликевич Ірина Степанівна
Іри́на Павлике́вич (псевдо «Смерека»; 24 січня 1922, с. Березівка, нині у складі м. Монастириська Тернопільська область — 9 квітня 1945, смт Солотвин нині Богородчанського району Івано-Франківської області, перепохована 11 жовтня 1992 року в с. Фитьків Надвірнянського району тієї ж області) — діячка українського національно-визвольного руху, повітова провідниця жіночої мережі ОУН-УПА.

## Життєпис
Ірина Павликевич народилася в заможній родині Степана Павликевича та Гонорати (до шлюбу Ніжинської). ЇЇ зведені брати від першого шлюбу батька Євген, член ОУН, загинув у нацистському таборі Бухенвальд та Ярослав, член ОУН, загинув у бою відділу УПА біля Чорткова. Рідний брат Ірини Ізидор, 1925 року народження, також був активним членом ОУН (псевдо «Артур»), референтом підпільної друкарні в Забережжі; щоб живим не потрапити в руки НКВС, підірвався гранатою в 1945 в Богородчанському районі.
У 1939—1942 роках Ірина навчалася в промисловій школі у Станиславові. Стала членкинею ОУН. Учителювала в селах Цуцилові та Фитькові Надвірнянського району. У Фитькові створила осередок ОУН. 1943 року після збройної сутички біля Надвірної, у якій «Смерека» знешкодила двох гестапівців, вона перейшла у підпілля. Була зв'язковою теренового проводу ОУН з Центром, стала надрайоновою провідницею жіночої мережі ОУН-УПА, організовувала осередки УЧХ.
На початку квітня 1945 року, йдучи разом із «Звениславою» (Марія Скрентович) на зв'язок до села Кривець, потрапила у засідку енкаведистів. «Звениславі» вдалося втекти, а «Смерека» була важко поранена. Її забрали в лікарню до Солотвина, де вона за дві доби 9 квітня померла. Вночі санітарки таємно поховали її тіло на цвинтарі в Солотвині.
Вже після проголошення незалежності України 1992 року стараннями колишнього районного провідника «Духа» (Василя Маланюка) та колишнього вчителя села Миколи Поповича прах Ірини Павликевич урочисто перепоховали у селі Фитькові біля церкви. З цього часу мешканці села щороку вшановують пам'ять героїні.